# Aabenraa Sogn
Aabenraa Sogn er et sogn i Aabenraa Provsti (Haderslev Stift).
Aabenraa Sogn lå i Aabenraa Købstad, som kun geografisk hørte til Rise Herred i Åbenrå Amt. Ved Kommunalreformen i 1970 blev Aabenraa Købstad kernen i Aabenraa Kommune.
I Aabenraa Sogn ligger Sankt Nicolai Kirke fra o. 1250, Sankt Jørgens Kirke (dansk frimenighedskirke fra 1904) og Høje Kolstrup Kirke fra 1998.
I sognet findes følgende autoriserede stednavne:
- Avbæk (bebyggelse)
- Bøgelundsbæk (bebyggelse)
- Fredenshøj (bebyggelse)
- Hjelm (areal)
- Kolstrup (bebyggelse, ejerlav)
- Lindbjerg (bebyggelse)
- Lindsnakke (bebyggelse)
- Nymølle (bebyggelse)
- Nørre Hesselmark (areal)
- Nørreskov (areal)
- Skedebjerg (areal, bebyggelse)
- Sønder Hesselmark (areal)
- Sønderskov (bebyggelse)
- Aabenraa (bebyggelse, ejerlav)

## Afstemningsresultat
Folkeafstemningen ved Genforeningen i 1920 gav i Aabenraa Sogn 2.224 stemmer for Danmark, 2.725 for Tyskland. Af vælgerne var 1.779 tilrejst fra Danmark, 1.826 fra Tyskland. 